# Vindhemsparken
Vindhemsparken är en park i stadsdelen Luthagen i Uppsala. Parken har tidigare hetat Luthags Torg. Den gränsar till Geijersgatan, Börjegatan, Luthagsesplanaden och Wallingatan, och ligger nära Elisabethsjukhuset och Vindhemskyrkan. I parken finns en lekplats.